# Endoscopio

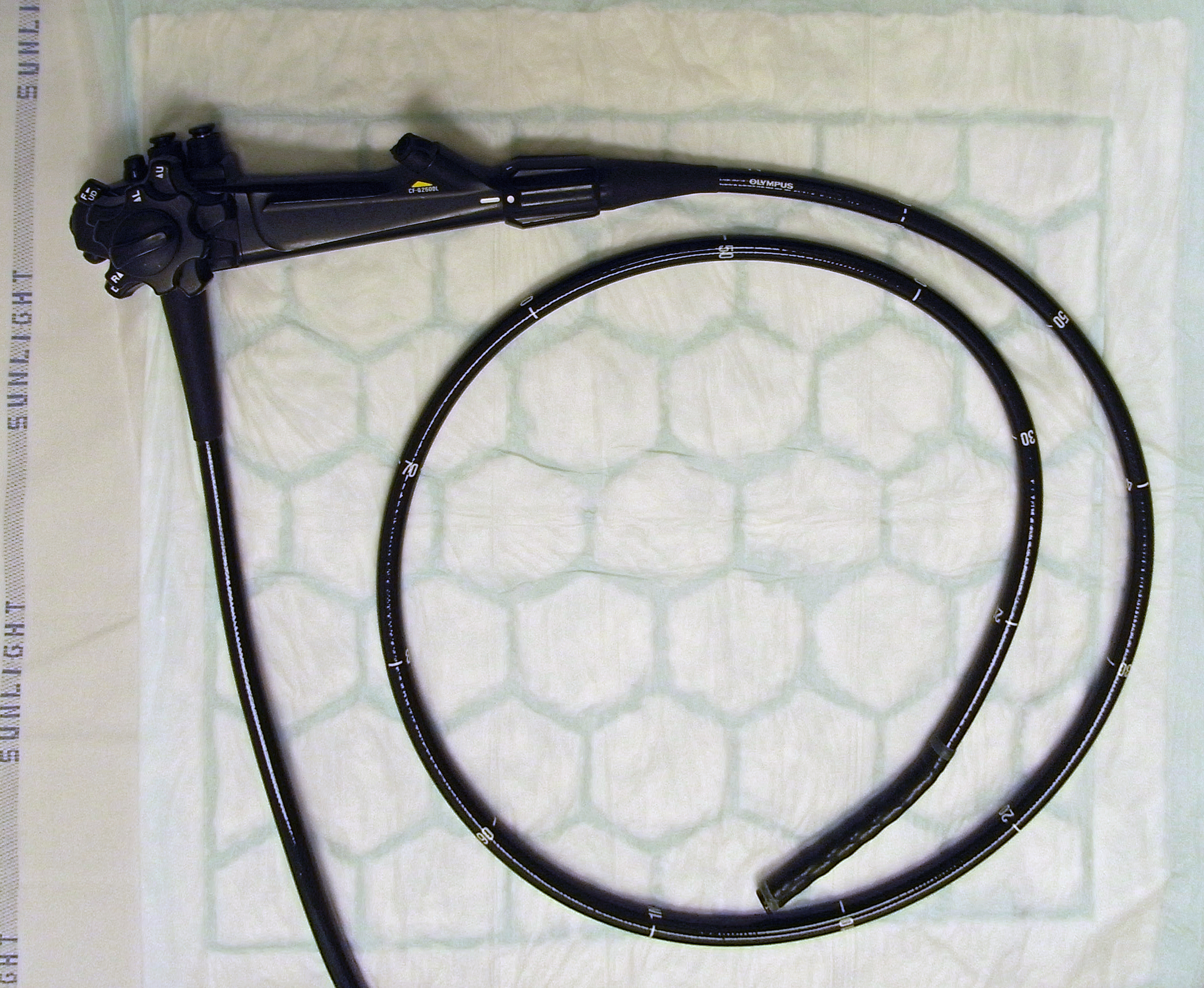
Endoscopio flessibile

Un endoscopio è uno strumento ottico utilizzato solitamente per eseguire un'endoscopia. 
È costituito da un tubo rigido o flessibile e serve per osservare cavità non visibili normalmente.

## Storia
I primi utilizzi dell'endoscopio risalgono al 1852 quando lo strumento, allora costituito da un tubo rigido, veniva usato in urologia: il primo endoscopio, realizzato dal francese Jean-Antonin Désormeaux, era illuminato con una lampada a gas e serviva per le uteroscopie. Lo strumento è ora esposto al Museo della storia della medicina di Parigi (Musée d'Histoire de la Médecine de Paris).
In seguito strumenti simili verranno utilizzati in campo medico per analizzare diverse parti del corpo quali stomaco, retto e bronchi.
Nel 1932 Rudolph Schindler realizza il primo gastroscopio, uno strumento parzialmente flessibile grazie a delle giunture mobili, e lo utilizza per le gastroscopie.
Nel 1950, con l'avvento delle fibre ottiche, vengono creati i primi fibroscopi, completamente flessibili, che soppianteranno quasi del tutto gli endoscopi rigidi. Questi ultimi trovano applicazione nelle artroscopie, nelle cistoscopie e nelle laparoscopie.

## Tipologia e caratteristiche

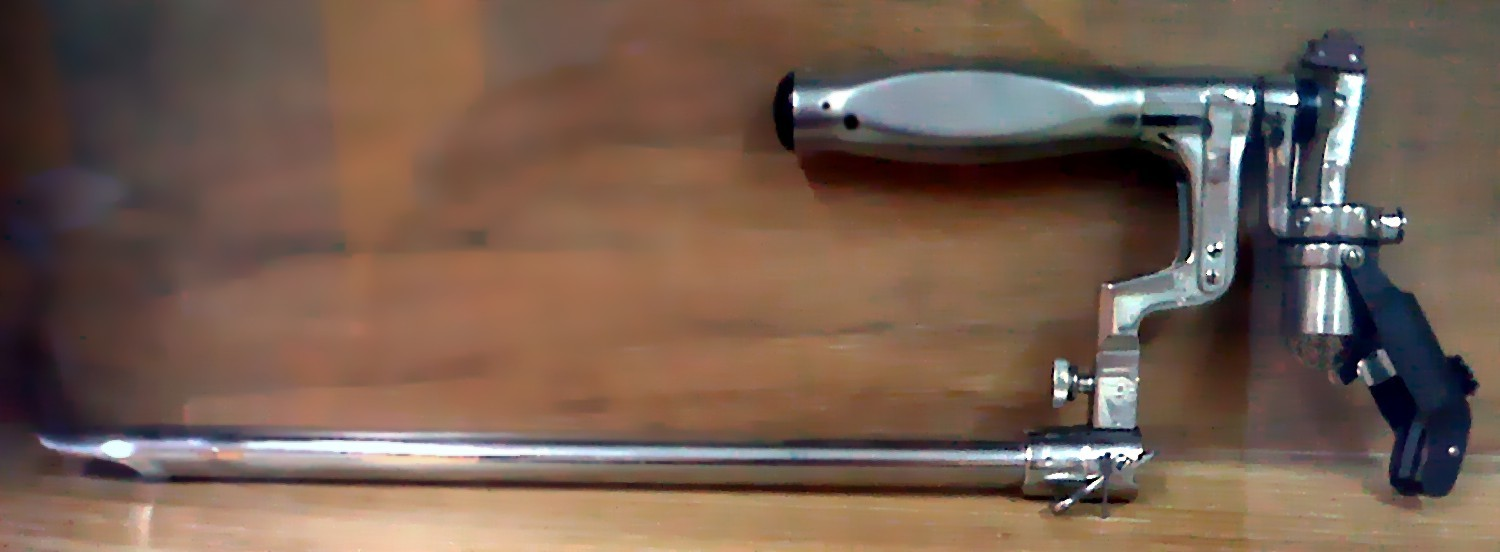
Endoscopio rigido

- Endoscopio rigido è formato da un tubo metallico di diametro da 5 a 8 mm, e di lunghezza da 15 a 30 cm
- Endoscopio flessibile solitamente ha un diametro tra i 6 e i 10 mm e lunghezza tra 1 e 1,5 m.

## Uso
Se utilizzato in chirurgia, l'endoscopio può essere munito di un "canale operativo", nel quale possono essere introdotti strumenti di diverso tipo (pinze da presa, forbici, elettrobisturi, ecc.) per operare sulla parte esaminata.